# Знаменка (Каслинський район)
Знаменка (рос. Знаменка) — присілок у Каслинському районі Челябінської області Російської Федерації.
Входить до складу муніципального утворення Григор'євське сільське поселення. Населення становить 76 осіб (2010).

## Історія
Від 27 лютого 1924 року належить до Каслинського району Челябінської області.
Згідно із законом від 16 листопада 2004 року органом місцевого самоврядування є Григор'євське сільське поселення.

## Населення
| 2002 | 2010 |
| ---- | ---- |
| 105  | ↘76  |